# Vespertijd (Permeke)
Vespertijd is een werk van de Belgische kunstschilder Constant Permeke. Hij vervaardigde het doek in 1927. Het bevindt zich nu in de collectie van het Koninklijk Museum voor Schone Kunsten Antwerpen onder inventarisnummer 2779.

## Context
Het was 1922 toen Constant Permeke zich terug voor korte tijd vestigde in Astene (streek van Sint-Martens-Latem) aan de Leie. Hij werd er getroffen door het harde plattelandsleven en de band tussen de boeren en hun land. Het is dan ook de eigen interpretatie van de kunstenaar en dat diepmenselijke meevoelen met de hard op het platteland werkende mens dat centraal staat in Permekes oeuvre. Het was tevens in Astene dat hij de moed vond om na een hele reeks marines opnieuw enkele monumentale werken te schilderen. Dit schilderij past in deze periode. Hij bereikte in 1927 volgens Nanny Schrijvers, medewerker aan het KMSKA, een grote virtuositeit, mede door het succes van zijn tentoonstellingen en zijn deelname aan de Biënnale van Venetië.

Piet Boyens, auteur van Sint-Martens-Latem: kunstenaarsdorp in Vlaanderen, zegt over Permekes stijl:
"Permekes kunst staat naar de geest het dichtst bij het expressionisme: instinctieve gevoelsontladingen manifesteren zich in een onstuimige gebarentaal. Heel beslist wijst hij de controle af die de vrije expressie dreigt te verstikken. Zijn figuren zijn groot, monumentaal, boven iedere menselijke maat. Een driestheid, een levensdrift stuwt langs alle zijden naar buiten. Zijn kunst is kosmische vervoering, passie, de som van koortsige aandoeningen die niet kristalliseren tot een afgewogen structuur, maar vrij uitstromen over soms half voltooide doeken. De schilderkunst van Permeke drijft vooral op het instinct, de kunstenaar klampt zich niet halsstarrig vast aan een stijl die in bedachtzaamheid steeds verder wordt gezuiverd. Het expressionisme dringt zich onmiddellijk op, zonder verfijnde berekening, met macht en met arrogantie soms, in gedurfde vervormingen en in een beangstigend directe stijl. Permeke lijkt de vertolker van het sociale drama van boer, visser en arbeider. Maar in het stoere geweld en de primaire grootheid van zijn wezens heeft hij vooral zijn eigen ontketend instinct zichtbaar gemaakt en zijn elementaire verbondenheid met de aarde - de donkere zwarte aarde van Permeke - een monument gegeven."

## Beschrijving
Vespertijd is een goed voorbeeld van Permekes artistieke visie. Het kenmerkt zich door de massieve figuren, weergegeven in grote geometrische vlakken en een overweldigende monumentaliteit. Het werk bestaat uit dragende vlakken die passen in een sterk geconstrueerd geheel dat een grote evenwichtigheid uitstraalt. Steeds wederkerend zijn de door elkaar en over elkaar heen getekende en onvoltooide motieven. In Vespertijd, maar ook in Permekes andere werken, wendt de kunstenaar trefzeker en op zeer expressieve wijze de deformatie en hypertrofie van onder meer handen en voeten aan. Het coloriet is grauw.
Ondanks dat de figuren breed zijn, lijken ze geen plaats in te nemen. Ze danken hun stabiliteit en onbeweeglijkheid aan de rok van de vrouw en de plaatsing van de voeten van de man. Ook de uitdrukking van de figuren draagt bij tot de onbeweeglijkheid. Ze spreken niet en terwijl de man achter de vrouw kijkt, staart zij voor zich uit.
Wat de figuratie betreft, opteerde Permeke voor een zeer hoekig en vlak weergegeven man en vrouw tijdens hun namiddagpauze. De vrouw maalt koffie terwijl haar man een pijp rookt. Ze nemen het hele doek in beslag, waardoor er nauwelijks nog plaats is om de omgeving te schilderen. Enkel de leuningen van de stoel waarop het paar gezeten is en een klein hondje op de voorgrond, dat de frontaal aankijkt, is zichtbaar. De figuren hebben daarentegen geen aandacht voor het publiek, enkel voor hun pauze. Het is namelijk het voorlaatste gebed van de dag, verplicht opgelegd door de katholieke kerk. De personages zijn uitgeput van het werk, in gedachten verzonken en niet in staat tot een gesprek.

## Materiële aspecten

### Afmetingen
- 127 × 148,5 cm (Dagmaat)
- 128 × 147 × 2 cm (Volledig)
- 150,5 × 171,3 × 10,6 cm, 22,4 kg (Inclusief lijst)

### Signaturen
- 1927
  - Plaats: recto, links onder
  - Type: handschrift
  - Datum: 1927
- Permeke
  - Plaats: recto, midden onder
  - Type: handschrift
  - Lettertype: onderkast met beginkapitaal
  - Auteur: Constant Permeke

## Afkomst
Het werk was aanvankelijk in het bezit van W. Kleinberg. Daarna kwam het in handen van een onbekende eigenaar, van wie het KMSKA het (dankzij de bemiddeling van Galerie Georges Giroux) kon aankopen.

## Referentielijst
- Walther Vanbeselaere in Aanwinsten tijdens de ambtsperiode 1948-1972, in Jaarboek van het Koninklijk Museum voor Schone Kunsten, 1973, p. 68.

1. 1 2 3  Dieter Lampens, in Het Museumboek. Hoogtepunten uit de verzameling, 2003, p. 222.
2. 1 2  Nanny Schrijvers, in Moderne Meesters in het Koninklijk Museum, 1992, nr. 48.
3. ↑  Wenke Mast, Highlights, Website K.M.S.K.A., 2011; Nanny Schrijvers, Museumkrant, 2009.